# Beverly Baker
Beverly Baker est une joueuse de tennis américaine née le 13 mars 1930 à Providence (Rhode Island) et morte le 29 avril 2014 à Long Beach (Californie). Elle a joué dans les années 1940 et 1950. Elle est aussi connue sous son nom de femme mariée, Beverly Baker-Fleitz.
En 1955, elle a été finaliste en simple dames à Wimbledon, battue par Louise Brough Clapp. En double dames, elle s'est imposée à Roland Garros la même année, aux côtés de Darlene Hard.

## Palmarès (partiel)

### Titres en simple dames
| No | Date       | Nom et lieu du tournoi                | Catégorie | Surface      | Finaliste     | Score         |          |
| -- | ---------- | ------------------------------------- | --------- | ------------ | ------------- | ------------- | -------- |
| 1  | 1950       | Cincinnati tournament, Cincinnati     |           | Dur (ext.)   | Magda Rurac   | 5-7, 6-3, 9-7 |          |
| 2  | 06-12-1954 | US Hardcourts, La Jolla               |           | Dur (ext.)   | Barbara Green | 6-1, 6-3      | Parcours |
| 3  | 1957       | US Hard Court Championships, La Jolla |           | Dur (ext.)   | NC            | NC            |          |
| 4  | 1958       | US Hard Court Championships, La Jolla |           | Dur (ext.)   | NC            | NC            |          |
| 5  | 06-07-1959 | Swedish International, Båstad         |           | Terre (ext.) | Joan Johnson  | 6-4, 6-1      |          |

### Finales en simple dames
| No | Date       | Nom et lieu du tournoi                       | Catégorie | Surface      | Vainqueure       | Score         |          |
| -- | ---------- | -------------------------------------------- | --------- | ------------ | ---------------- | ------------- | -------- |
| 1  | 1949       | Cincinnati tournament, Cincinnati            |           | Dur (ext.)   | Magda Rurac      | 6-4, 2-6, 6-0 |          |
| 2  | 09-09-1951 | Pacific Southwest Championships, Los Angeles |           | NC           | Maureen Connolly | 9-7, 6-4      |          |
| 3  | 20-06-1955 | The Championships, Wimbledon                 | G. Chelem | Gazon (ext.) | Louise Brough    | 7-5, 8-6      | Parcours |

### Titres en double dames
| No | Date       | Nom et lieu du tournoi               | Catégorie | Surface      | Partenaire            | Finalistes                       | Score           |          |
| -- | ---------- | ------------------------------------ | --------- | ------------ | --------------------- | -------------------------------- | --------------- | -------- |
| 1  | 1950       | Cincinnati tournament Cincinnati     |           | Dur (ext.)   | Magda Rurac           | Jeanne Arth Shirley Arth Loeding | 6-3, 6-1        |          |
| 2  | 23-05-1955 | Internationaux de France Paris       | G. Chelem | Terre (ext.) | Darlene Hard          | Shirley Bloomer Pat Ward         | 7-5, 6-8, 13-11 | Parcours |
| 3  | 1957       | US Hard Court Championships La Jolla |           | Dur (ext.)   | Patricia Canning Todd | NC                               | NC              |          |

### Finale en double dames
| No | Date       | Nom et lieu du tournoi      | Catégorie | Surface      | Vainqueures              | Partenaire       | Score         |          |
| -- | ---------- | --------------------------- | --------- | ------------ | ------------------------ | ---------------- | ------------- | -------- |
| 1  | 22-06-1959 | The Championships Wimbledon | G. Chelem | Gazon (ext.) | Jeanne Arth Darlene Hard | Christine Truman | 2-6, 6-2, 6-3 | Parcours |

## Parcours en Grand Chelem (partiel)
Si l’expression « Grand Chelem » désigne classiquement les quatre tournois les plus importants de l’histoire du tennis, elle n'est utilisée pour la première fois qu'en 1933, et n'acquiert la plénitude de son sens que peu à peu à partir des années 1950.

### En simple dames
| Année | Championnat d'Australie | Championnat d'Australie | Internationaux de France | Internationaux de France | Wimbledon     | Wimbledon     | US National   | US National     |
| ----- | ----------------------- | ----------------------- | ------------------------ | ------------------------ | ------------- | ------------- | ------------- | --------------- |
| 1951  | -                       | -                       | 1/4 de finale            | Jean Walker              | 1/2 finale    | Doris Hart    | 3e tour (1/8) | Kathleen Tuckey |
| 1955  | -                       | -                       | 1/2 finale               | Dorothy Knode            | Finale        | Louise Brough | -             | -               |
| 1956  | -                       | -                       | -                        | -                        | 1/4 de finale | Angela Buxton | -             | -               |
| 1958  | -                       | -                       | -                        | -                        | -             | -             | 1/2 finale    | Althea Gibson   |
| 1959  | -                       | -                       | -                        | -                        | 4e tour (1/8) | Edda Buding   | -             | -               |

À droite du résultat, l’ultime adversaire.

### En double dames
| Année | Championnat d'Australie | Championnat d'Australie | Internationaux de France      | Internationaux de France | Wimbledon                   | Wimbledon                | US National | US National |
| ----- | ----------------------- | ----------------------- | ----------------------------- | ------------------------ | --------------------------- | ------------------------ | ----------- | ----------- |
| 1951  | -                       | -                       | 1er tour (1/16) Gloria Butler | S. Pannetier J. Patorni  | 1/2 finale Nancy Chaffee    | Louise Brough M. Osborne | -           | -           |
| 1955  | -                       | -                       | Victoire Darlene Hard         | S. Bloomer Pat Ward      | 1/2 finale Darlene Hard     | S. Bloomer Pat Ward      | -           | -           |
| 1956  | -                       | -                       | -                             | -                        | 2e tour (1/16) Darlene Hard | Doreen Spiers B. Watson  | -           | -           |
| 1959  | -                       | -                       | -                             | -                        | Finale C. Truman            | Jeanne Arth Darlene Hard | -           | -           |

Sous le résultat, la partenaire ; à droite, l’ultime équipe adverse.